# لورنا تشافيز
لورنا تشافيز (بالإسبانية: Lorna Chávez)‏ هي متسابقة ملكة الجمال وعارضة كوستاريكية، ولدت في 1959.